# Friedrich Leopold Woeste
Friedrich Leopold Woeste (celým jménem Johann Friedrich Leopold Woeste) (15. února 1807 Hemer – 7. ledna 1878 Iserlohn) byl německý jazykovědec a dialektolog.

## Život
Friedrich Leopold Woeste se narodil jako nejstarší z osmi potomků učitele Johanna Ludolfa Leopolda Woeste a jeho ženy Marie Kathariny Woeste v Hemeru (v místní části Niederhemer). Předčasně dostával výuky v dějepise, zeměpise, latině a francouzštině. Na přímluvu jeho učitele pastora Wulferta byl poslán na gymnázium do Elberfeldu, kde bydlel u příbuzných jeho matky. V roce 1826 obdržel titul na institutu v Halle. V letech 1826 a 1829 studoval taktéž v Halle teologii, řečtinu a hebrejštinu. Pro několik obchodníků zprostředkovával cizojazyčnou obchodní korespondenci. Na přelomu let 1849 a 1850 byl učitelem na Märkisches Gymnasium v Iserlohn. Woeste uměl mluvit osmi cizími jazyky, které též vyučoval. V 60. letech 19. století se spolupodílel na vydávání časopisu Germania.
V roce 1877 se jako Woeste přestěhoval ke své sestře. Byl svobodný a velmi nemocný. Záhy poté roku 1878 zemřel.

## Dílo
Woeste sepsal nespočet článků a esejí na témata etymologie, místní historie a pověstí. Nejvýznamnější z jeho děl je Wörterbuch der westfälischen Mundart, který byl vydán roku 1882 jako výsledek čtyřiceti roků soustavného výzkumu vestfálských nářečí. Brzy poté vydal své další dílo s název Volksüberlieferungen in der Grafschaft Mark. Jeho další vědecké práce byly vydány v dílech Sagen, Gebräuche und Märchen aus Westfalen z roku 1859 od Adalberta Kuhna a Germaniens Völkerstimmen 1841–66 od Johanna Matthiasa Firmenich-Richartza. Za jeho zásluhy byl přijat do Společnosti pro německý jazyk.
Ve svém rodném Hemeru založil v roce 1829 soukromou školu, která dnes nese jeho jméno (Friedrich-Leopold-Woeste-Gymnasium). Také základní škola v blízkosti jeho rodného domu je po něj pojmenována.